# Horní Litvínov
Horní Litvínov (deutsch Ober Leutensdorf, auch Oberleutensdorf) ist ein Ortsteil und der Hauptort von Litvínov in Tschechien.

## Geographie

### Lage

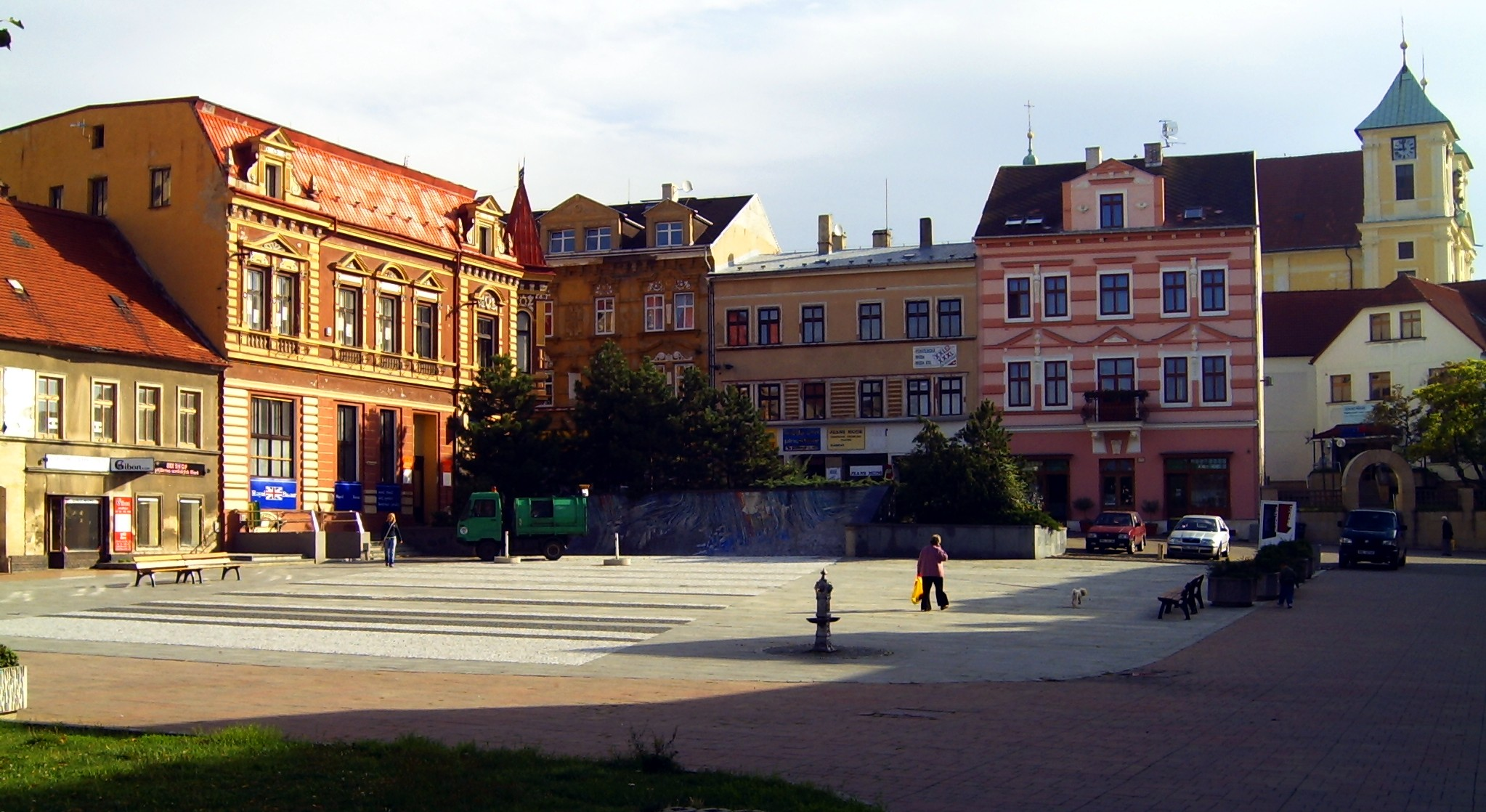
Náměstí Míru (Marktplatz)

Horní Litvínov liegt zehn Kilometer nördlich von Most am Fuß der Südabdachung des Erzgebirges. Die Ortslage befindet sich auf einer Anhöhe zwischen den Bächen Bílý potok (Flößbach, früher Goldfluß) und Divoký potok (Wildbach) am Rande des Nordböhmischen Beckens. Nördlich erheben sich der Studenec (Höllberg, 878 m), die Strelná (Hohe Schuß, 868 m), die Loučná (Wieselstein, 956 m) und der Markův kopec (Horteberg, 662 m), im Westen der Lounický kopec (442 m) sowie im Nordwesten der Lounický vrch (535 m) und der Holubí vrch (Nitschenberg, 716 m). Durch Horní Litvínov führt die Straße I/27 zwischen Dubí und Most. Mit der Stadt Most ist Horní Litvínov auch durch eine Straßenbahn verbunden. Am südlichen Ortsrand verläuft die Bahnstrecke Most–Moldava, in Horní Litvínov endet die Děčín–Litvínov.
Nachbarorte sind Meziboří im Norden, Dlouhá Louka, Litvínov Osada, Horní Lom und Loučná im Nordosten, Lom im Osten, Louka u Litvínova im Südosten, Dolní Litvínov und Záluží im Süden, Dolní Jiřetín und Horní Jiřetín im Südwesten, Chudeřín und Písečná im Westen sowie Horní Ves und Šumná im Nordwesten.

### Ortsgliederung
Zum Katastralbezirk Horní Litvínov gehören auch die Ansiedlungen Litvínov Osada und Koldům.

## Geschichte
Die erste schriftliche Erwähnung des Pfarrdorfes Lutwyni villa erfolgte 1352 im päpstlichen Zehntregister Registrum decimarum. Die ersten nachweislichen Besitzer waren 1357 die Brüder von Gablencz. In weiteren Erwähnungen vom Ende des 14. Jahrhunderts wurde der Ort als Lutwinow, Luthwhiniuvilla und Litwinow bezeichnet. Im Jahre 1391 gehörte ein Teil des Dorfes Thimo von Colditz, der andere zur Riesenburg. Wegen Überschuldung mussten die Brüder Borso d. Ä. und Borso d. J. von Riesenburg 1398 die Herrschaft Riesenburg an den Markgrafen Wilhelm I. von Meißen verkaufen. Dabei wurden auch die Dörfer Leutmansdorf und Niderleutmansdorf genannt, wobei letzteres als Lehngut Peter und Hans Groß gehörte.
Besitzer des Hofes Lutmersdorf war zwischen 1409 und 1411 Rynart Rabicar. Im Vertrag von Eger von 1459, durch den die Herrschaft Riesenburg wieder Teil des Königreiches Böhmen wurde, sind sowohl Nedir Leutnnansdorf als auch Leutmannsdorf aufgeführt. Beide Lehngüter wurden danach durch König Georg von Podiebrad an nicht namentlich überlieferte Personen ausgereicht. 1505 wurde in Oberlautmansdorff sonst Swrchni Litwinow eine Feste mit Hof erwähnt; zugleich begann ab diesem Zeitpunkt auch eine konsequente Unterscheidung beider Dörfer mit den Präfixen Ober und Nieder. Im Jahr 1509 verkaufte Kaspar von Jahn die Feste Oberlautmansdorff mit allem Zubehör an Sigismund von Dubany. Nachfolgende Besitzer waren ab 1532 Mikuláš Velemyšlský von Velemyšleves, danach Nikolaus von Knobelshof und ab 1542 erneut die Ritter von Jahn. Letztere verkauften das Gut 1589 an den Besitzer der Herrschaft Dux, Wenzel Popel von Lobkowicz. Er vereinigte 1608 die Güter Niedergeorgenthal, Niederleutensdorf und Oberleutensdorf zu einer Herrschaft und schloss diese an die Herrschaft Dux an. Aus der Berní rula von 1654 ist ersichtlich, dass die Herrschaft lediglich aus relativ kleinen Dörfern bestand. Oberleutensdorf bestand aus 20 Bauern und vier Chalupnern, Lindau aus 14 Bauern, Rosenthal aus drei Bauern und elf Chalupnern, und Niederleutensdorf aus 17 Bauern und vier Chalupnern. Die Witwe und Erbin von Franz Joseph Popel von Lobkowicz, Polyxena Marie von Talmberg, heiratete Maximilian von Waldstein, der 1642 ihre umfangreichen Güter erbte. 1680 erhob Johann Friedrich von Waldstein die Herrschaften Dux und Oberleutensdorf zum Familienfideikommiss. Zum Ende des 17. Jahrhunderts ließen die Grafen von Waldstein anstelle der alten Feste nach Plänen von Giovanni Domenico Canevalle ein Herrenhaus errichten.

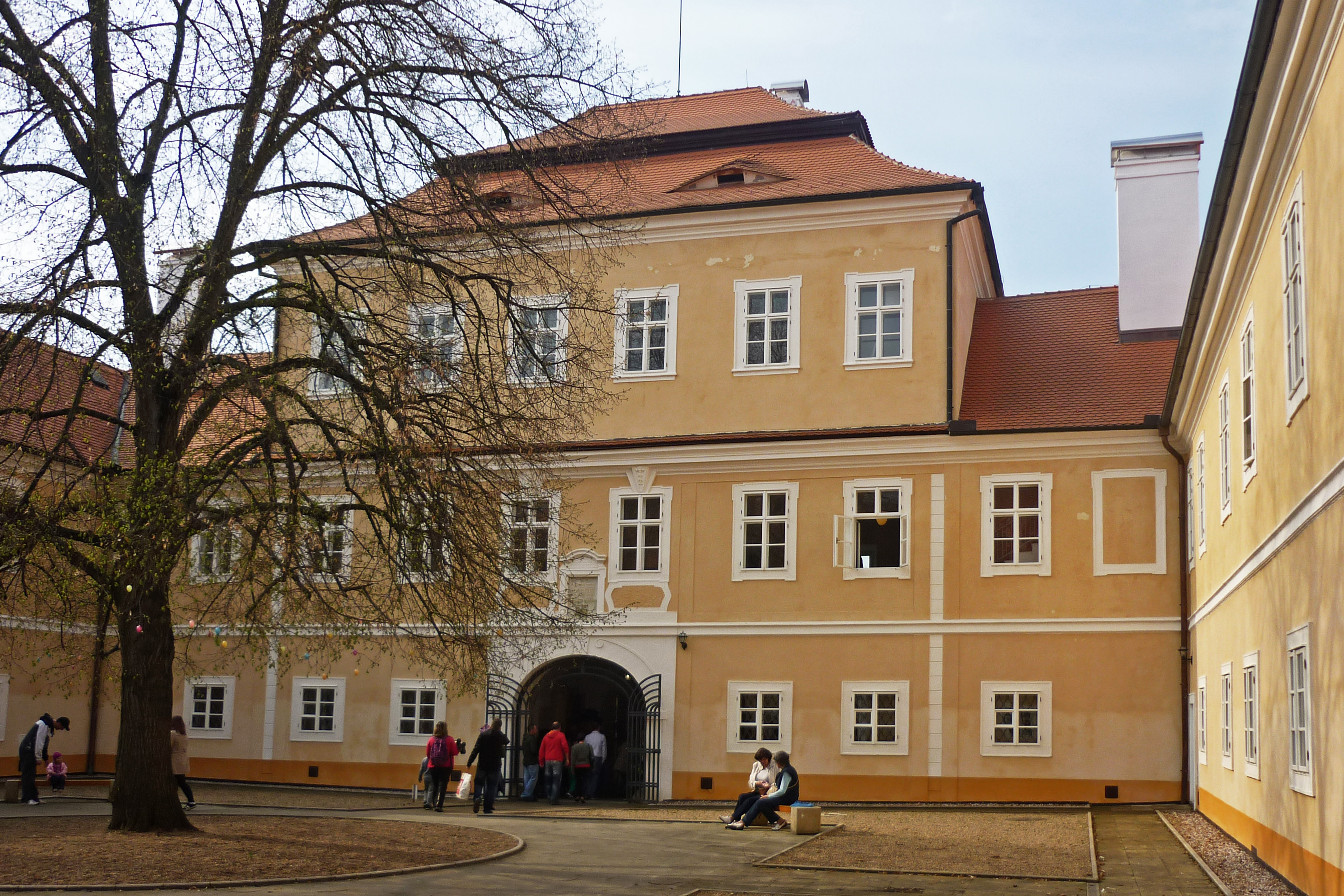
Schloss Horní Litvínov

1715 ließ Johann Josef von Waldstein die Tuch-, Casimir- und Circas-Manufaktur anlegen und holte zu deren Betrieb Fachleute aus England und Holland ins Land. Am 7. Mai 1715 wurde Ober-Leitensdorf durch König Karl II. zum Marktflecken erhoben und erhielt Siegel- und Wappenrecht. Der Erfolg der Wollweberei-Manufaktur führte nicht nur zur wirtschaftlichen Blüte und zum Wachstum des Ortes, sondern auch der Umgebung. Franz Josef von Waldstein ließ ab 1732 das Herrenhaus durch ein Barockschloss ersetzen. Emanuel Philibert von Waldstein-Wartenberg ließ 1775 letztwillig bei der Textilmanufaktur ein Waisenhaus errichten, dem auch die zwölf Waisenplätze des Duxer Spitals übertragen wurden.
Franz Adam von Waldstein-Wartenberg nahm 1818 Ferdinand Römheld als Kompagnon der k. k. priv. gräflich Waldsteinschen Feintuchfabrik zu Oberleutensdorf auf. Römheld modernisierte und leitete das Unternehmen.
Im Jahre 1831 bestand Ober-Leitensdorf aus 260 Häusern mit 2146 deutschsprachigen Einwohnern, darunter einer jüdischen Familie. Zu Beginn des Jahres 1832 waren 808 Personen im Handel und Gewerbe tätig. Es wurden vier Jahrmärkte abgehalten, auf denen in 106 Buden und 15 Ständen durch 134 inländische Verkäufer hauptsächlich Seiden-, Baumwoll- und Galanteriewaren, Leinwand, Tuch, Spitzen, Bänder, Strumpfwirkerartikel, Hüte, Leder, Schuhmacher-, Sattler-, Kürschner- und Riemerarbeiten sowie Stahl-, Eisen-, Blech- und Töpferwaren feilgeboten wurden. Mittels eines Erbstollens und Treibeschachtes wurde durch die Herrschaft bei Ober-Leitensdorf Braunkohle gefördert. Im Ort gab es das herrschaftliche Schloss, die Pfarrkirche des hl. Michael, eine Schule, ein Waisenhaus, die herrschaftliche Tuch- und Casimirfabrik, die Drechslerwarenfabrik Müller & Tribler mit 60 Beschäftigten, eine Tuch- und Strumpfwalkmühle, ein Bräuhaus, eine Branntweinbrennerei, einen Meierhof mit Schäferei, das Alaunwerk, dessen Stollenwasser als Mineralbad verwendet wurde, sowie eine Mahlmühle. Ober-Leitensdorf war Pfarrort für Nieder-Leitensdorf, Wiesa, Sandel, Bettelgrüna, Oberdorf, Rauschengrund, Zettel, Schönbach, Rascha, Göhra und Launitz. Der Ort war Sitz eines geprüften Berggerichts-Substituten, der die Gerichtsbarkeit über das gesamte Bergwesen der Herrschaft Dux mit Ober-Leitensdorf und Maltheuer ausübte. Wirtschaftlich war Ober-Leitensdorf der bedeutendste Ort der Herrschaft Dux. Bis zur Mitte des 19. Jahrhunderts blieb Ober-Leitensdorf der Fideikommissherrschaft Dux untertänig.
Nach der Aufhebung der Patrimonialherrschaften bildete Ober-Leitensdorf ab 1850 mit den Ortsteilen Wiesa, Schönbach, Bettelgrüna, Hammer, Oberdorf, Rauschengrund, Sandl, Zettl und Rascha eine Marktgemeinde im Leitmeritzer Kreis und Gerichtsbezirk Brüx. Am 5. August 1852 wurde Oberleutensdorf zur Stadt erhoben. In der Mitte des 19. Jahrhunderts hatte die Kammgarnspinnerei und -weberei Römheld & Co über 200 Beschäftigte. 1860 hatte die Stadt 3181 Einwohner. Ab 1868 gehörte Oberleutensdorf zum Bezirk Brüx. Im Jahr 1872 nahm die Dux-Bodenbacher Eisenbahn den Bahnverkehr auf der Strecke Bodenbach–Komotau auf. Zum Ende des 19. Jahrhunderts führten die fortschreitende Industrialisierung und der prosperierende Braunkohlebergbau zu einer Bevölkerungsexplosion im Nordböhmischen Becken. Ab 1884 erfolgte durch die Prag-Duxer Eisenbahn der Bahnverkehr auf der Strecke Brüx–Ossegg. Im Jahr 1898 löste sich Wiesa los und bildete eine eigene Gemeinde. Am 5. August 1901 wurde der elektrische Straßenbahnverkehr zwischen Brüx und Johnsdorf aufgenommen. 1905 wurden Bettelgrün und Hammer eigenständig. Am 4. Januar 1905 wurde die Stadt Sitz des neu errichteten Gerichtsbezirks Oberleutensdorf und bekam ein Bezirksgericht und Finanzamt zugesprochen. Ab 1913 bildeten auch Schönbach und Rauschengrund (mit Oberdorf und Sandl) eigene Gemeinden. Im Jahr 1930 lebten in Oberleutensdorf 9810 Personen, darunter 2302 Tschechen. 
In Folge des Münchner Abkommens wurde die Stadt 1938 dem Deutschen Reich zugeschlagen und gehörte bis 1945 zum Landkreis Brüx. 1939 hatte Oberleutensdorf 8284 Einwohner. 1941 wurden Maltheuern und Niederleutensdorf mit Lindau eingemeindet, 1943 kam Bergesgrün wieder hinzu. Nach dem Ende des Zweiten Weltkriegs löste sich Dolní Litvínov wieder von Horní Litvínov los. Aufgrund der Beneš-Dekrete wurde ab Mai 1945 die deutsche Bevölkerung zum großen Teil enteignet und vertrieben. Im Jahr 1947 wurden Dolní Litvínov und Šumná erneut eingemeindet. 1949 erhielt die Stadt den Namen Litvínov; der Kernort Horní Litvínov wurde zum Stadtteil Litvínov I und Litvínov Osada zum Stadtteil Litvínov VI.
Im Jahr 1971 wurde der Bahnverkehr zwischen Horní Litvínov und Jirkov wegen eines Braunkohletagebaues eingestellt.

## Entwicklung der Einwohnerzahl
| Jahr | Einwohnerzahl |
| ---- | ------------- |
| 1869 | 3225          |
| 1880 | 3813          |
| 1890 | 5167          |
| 1900 | 8810          |
| 1910 | 9842          |

| Jahr | Einwohnerzahl |
| ---- | ------------- |
| 1921 | 9429          |
| 1930 | 9810          |
| 1950 | 14042         |
| 1961 | 17409         |
| 1970 | 20470         |

| Jahr | Einwohnerzahl |
| ---- | ------------- |
| 1980 | 20643         |
| 1991 | 17841         |
| 2001 | 16767         |
| 2011 | 15673         |

## Sehenswürdigkeiten

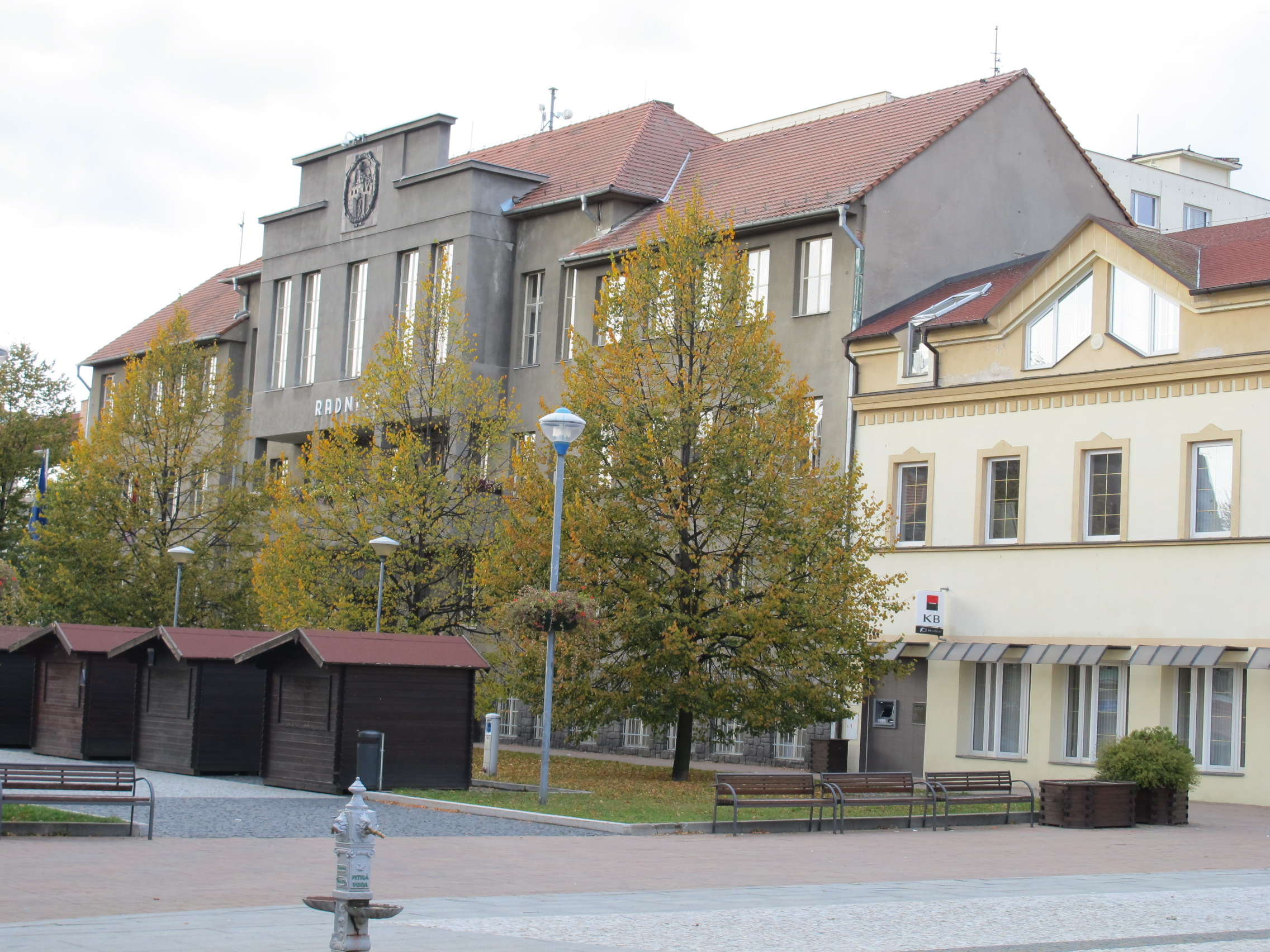
Neues Rathaus

- Schloss Horní Litvínov; der vierflügelige Barockbau entstand zwischen 1732 und 1743 nach Plänen von Franz Maximilian Kaňka für Franz Josef von Waldstein.
- Barocke Dekanatskirche des hl. Michael; sie entstand zwischen 1684 und 1695 auf Veranlassung von Erzbischof Johann Friedrich von Waldstein nach Plänen von Jean Baptiste Mathey anstelle eines älteren Vorgängerbaus. Das Altarblatt ist ein für 3000 Gulden geschaffenes Werk von Karel Škréta. Auf dem angrenzenden Friedhof befindet sich die 1823 für Franz Adam von Waldstein-Wartenberg im Empirestil errichtete Gräflich Waldsteinische Totenkapelle mit einem vom Dresdner Bildhauer Franz Pettrich geschaffenen Denkmal des Verstorbenen.
- Bílý sloup, ein 3,50 m hoher historischer Meilenstein, befand sich bis 1925 in Chudeřín und wurde für den Bau des Hauses Nr. 217 abgetragen. Zwei der drei Segmente wurden später als Poller an der Straße nach Klíny aufgestellt, das dritte ist verschollen. Im Jahr 2005 konnte der ursprüngliche Standort ermittelt werden.[5]
- Altes Rathaus, erbaut 1789
- Neues Rathaus, errichtet in der Mitte der 1930er Jahre
- Dekanat, Barockbau aus dem 18. Jahrhundert
- Barocke Dreifaltigkeitssäule und Statue des Samson in den Voigtgärten, geschaffen im 18. Jahrhundert
- Herrenhaus; der Rokokobau wurde zuletzt als Poliklinik genutzt
- Häuser im Sezessionsstil in der ul. Smetanova und ul. Tržní
- Wohnviertel Osada; die Siedlung entstand während der deutschen Besetzung im Auftrag der Reichswerke Hermann Göring im Baubüro Rimpl nach Plänen von Günther Marschall und stellt eine städtebaulich interessantes Ensemble einer Wohnsiedlung aus dieser Zeit dar.
- Koldům (Kolektivní dům); die Wohnanlage zwischen Osada und Horní Lom entstand in den Jahren 1949–1958 nach Plänen von Václav Hilský und Evžen Linhart. Sie gilt als eine der bedeutendsten avantgardistischen Bauten der tschechoslowakischen Nachkriegsarchitektur und wurde zum technischen Denkmal erklärt.

## Persönlichkeiten

### Söhne und Töchter des Ortes
- Nikolaus Adaukt Voigt (1733–1787), Aufklärer und Geschichtsforscher
- Ludwig Schlesinger (1838–1899), Historiker und Politiker
- Emil Guntermann (1839–1918), Rechtsanwalt in Brüx und Görkau, Abgeordneter im Böhmischen Landtag
- Franz Laufke (1901–1984), Zivilrechtler in Prag
- Gustav Tschech-Löffler (1912–1986), Bildhauer
- Hanns Hofer (1926–2016), österreichischer Orthopäde und Herausgeber
- Edgar Marsch (* 1938), deutsch-schweizerischer Germanist und Literaturwissenschaftler

### Im Ort lebten und wirkten
- Johann Josef von Waldstein-Dux (1684–1731), böhmischer Adliger, gründete 1715 die Feintuchweberei

### Ehrenbürger
- 1925, Franz Xaver Klausnitzer, früherer Bürgermeister